# 斑尾馬口波魚
斑尾馬口波魚（学名：Opsaridium maculicauda）为輻鰭魚綱鯉形目鲤科馬口波魚屬的一個種，分布於非洲剛果民主共和國，體長可達3.4公分，棲息在中底層水域。

## 扩展阅读
維基物種上的相關：斑尾馬口波魚